# Đội tuyển bóng đá bãi biển quốc gia Philippines
Đội tuyển bóng đá bãi biển quốc gia Philippines đại diện Philippines tham dự các giải thi đấu bóng đá bãi biển quốc tế và được điều hành bởi Hiệp hội bóng đá bãi biển Philippines, một thành viên của Liên đoàn bóng đá Philippines, cơ quan quản lý bóng đá ở Philippines. Đội tuyển quốc gia được tài trợ bởi Columbia Sportswear và Everlast. Đội tuyển có màn ra mắt quốc tế đầu tiên tại Giải vô địch bóng đá bãi biển châu Á 2006.

## Đội hình hiện tại
Tính đến tháng 10 năm 2014.
Ghi chú: Quốc kỳ chỉ đội tuyển quốc gia được xác định rõ trong điều lệ tư cách FIFA. Các cầu thủ có thể giữ hơn một quốc tịch ngoài FIFA.
| Số | VT | Quốc gia | Cầu thủ                 |
| -- | -- | -------- | ----------------------- |
| 1  | TM |          | Rory Stephen Mansbridge |
| 2  |    |          | Maverick Madayag        |
| 3  |    |          | Alejandro Baldo Jr.     |
| 4  |    |          | Randy Salisad           |
| 5  |    |          | Ali Mahmoud Ramos       |
| 6  |    |          | Rowell Dalida Abello    |

| Số | VT | Quốc gia | Cầu thủ                     |
| -- | -- | -------- | --------------------------- |
| 7  |    |          | Jovanie Saludares Simpron   |
| 8  |    |          | Ahmad Diab Ibrahim Cebrero  |
| 9  |    |          | Marc Andrew Santos          |
| 10 |    |          | Rodolfo Vicente Del Rosario |
| 11 |    |          | Jhomar Almento              |
| 12 |    |          | Salem Attar                 |

Huấn luyện viên: Athab Ahmed Ayada

## Lịch thi đấu và kết quả
| 7 tháng 12 năm 2016 Giải vô địch bóng đá bãi biển Đông Nam Á 2016 | Myanmar | 3–4 | Philippines | Đà Nẵng, Việt Nam                 |  |
| 20:00 UTC+7                                                       |         |     |             | Sân vận động: Công viên Biển Đông |  |

| 5 tháng 12 năm 2016 Giải vô địch bóng đá bãi biển Đông Nam Á 2016 | Thái Lan | 7–4 | Philippines | Đà Nẵng, Việt Nam                 |  |
| 14:00 UTC+7                                                       |          |     |             | Sân vận động: Công viên Biển Đông |  |

| 3 tháng 12 năm 2016 Giải vô địch bóng đá bãi biển Đông Nam Á 2016 | Malaysia | 3–3 (s.h.p.) (3–2 p) | Philippines | Đà Nẵng, Việt Nam                 |  |
| 09:30 UTC+7                                                       |          |                      |             | Sân vận động: Công viên Biển Đông |  |

| 25 tháng 10 năm 2014 Giải vô địch bóng đá bãi biển Đông Nam Á 2014 | Malaysia | 8–1 | Philippines | Kuantan, Malaysia            |  |
| 16:30 MST                                                          |          |     |             | Sân vận động: Teluk Cempedak |  |

| 24 tháng 10 năm 2014 Giải vô địch bóng đá bãi biển Đông Nam Á 2014 | Philippines | 3–7 | Myanmar | Kuantan, Malaysia            |  |
| 15:00 MST                                                          |             |     |         | Sân vận động: Teluk Cempedak |  |

| 23 tháng 10 năm 2014 Giải vô địch bóng đá bãi biển Đông Nam Á 2014 | Lào | 8–3 | Philippines | Kuantan, Malaysia            |  |
| 16:30 MST                                                          |     |     |             | Sân vận động: Teluk Cempedak |  |

| 26 tháng 1 năm 2013 Giải vô địch bóng đá bãi biển thế giới 2013 AFC qualification | Qatar | 8–3    | Philippines | Doha, Qatar                         |  |
| 15:15 AST                                                                         |       | Report |             | Sân vận động: Pitch 1, Katara Beach |  |

| 25 tháng 1 năm 2013 Giải vô địch bóng đá bãi biển thế giới 2013 AFC qualification | Philippines | 2–8    | Uzbekistan | Doha, Qatar                         |  |
| 14:00 AST                                                                         |             | Report |            | Sân vận động: Pitch 1, Katara Beach |  |

| 24 tháng 1 năm 2013 Giải vô địch bóng đá bãi biển thế giới 2013 AFC qualification | Iraq | 6–0    | Philippines | Doha, Qatar                         |  |
| 14:00 AST                                                                         |      | Report |             | Sân vận động: Pitch 2, Katara Beach |  |

| 23 tháng 1 năm 2013 Giải vô địch bóng đá bãi biển thế giới 2013 AFC qualification | Trung Quốc | 11–1   | Philippines | Doha, Qatar                         |  |
| 19:00 AST                                                                         |            | Report |             | Sân vận động: Pitch 1, Katara Beach |  |

| 22 tháng 1 năm 2013 Giải vô địch bóng đá bãi biển thế giới 2013 AFC qualification | Philippines | 0–20   | Iran | Doha, Qatar                         |  |
| 15:15 AST                                                                         |             | Report |      | Sân vận động: Pitch 1, Katara Beach |  |

## Thành tích giải đấu

### Giải vô địch châu Á
| Thành tích Giải vô địch châu Á | Thành tích Giải vô địch châu Á | Thành tích Giải vô địch châu Á | Thành tích Giải vô địch châu Á | Thành tích Giải vô địch châu Á | Thành tích Giải vô địch châu Á | Thành tích Giải vô địch châu Á | Thành tích Giải vô địch châu Á | Thành tích Giải vô địch châu Á |
| Năm                            | Vòng                           | St                             | W                              | W+                             | B                              | BT                             | BB                             | width=35HS                     |
| ------------------------------ | ------------------------------ | ------------------------------ | ------------------------------ | ------------------------------ | ------------------------------ | ------------------------------ | ------------------------------ | ------------------------------ |
| 2006                           | Hạng 6                         | 2                              | 0                              | 0                              | 2                              | 3                              | 24                             | –21                            |
| 2007                           | Không tham dự                  | Không tham dự                  | Không tham dự                  | Không tham dự                  | Không tham dự                  | Không tham dự                  | Không tham dự                  | Không tham dự                  |
| 2008                           | Hạng 6                         | 2                              | 0                              | 0                              | 2                              | 4                              | 13                             | –9                             |
| 2009                           | Không tham dự                  | Không tham dự                  | Không tham dự                  | Không tham dự                  | Không tham dự                  | Không tham dự                  | Không tham dự                  | Không tham dự                  |
| 2011                           | Không tham dự                  | Không tham dự                  | Không tham dự                  | Không tham dự                  | Không tham dự                  | Không tham dự                  | Không tham dự                  | Không tham dự                  |
| 2013                           | 1Hạng 6                        | 5                              | 0                              | 0                              | 5                              | 6                              | 53                             | –47                            |
| 2015                           | Không tham dự                  | Không tham dự                  | Không tham dự                  | Không tham dự                  | Không tham dự                  | Không tham dự                  | Không tham dự                  | Không tham dự                  |
| 2017                           | Không tham dự                  | Không tham dự                  | Không tham dự                  | Không tham dự                  | Không tham dự                  | Không tham dự                  | Không tham dự                  | Không tham dự                  |
| Tổng cộng                      | Tốt nhất: Hạng 6               | 9                              | 0                              | 0                              | 9                              | 13                             | 90                             | –77                            |

### Giải vô địch Đông Nam Á
| Thành tích Giải vô địch Đông Nam Á | Thành tích Giải vô địch Đông Nam Á | Thành tích Giải vô địch Đông Nam Á | Thành tích Giải vô địch Đông Nam Á | Thành tích Giải vô địch Đông Nam Á | Thành tích Giải vô địch Đông Nam Á | Thành tích Giải vô địch Đông Nam Á | Thành tích Giải vô địch Đông Nam Á | Thành tích Giải vô địch Đông Nam Á |
| Năm                                | Vòng                               | St                                 | W                                  | W+                                 | B                                  | BT                                 | BB                                 | width=35HS                         |
| ---------------------------------- | ---------------------------------- | ---------------------------------- | ---------------------------------- | ---------------------------------- | ---------------------------------- | ---------------------------------- | ---------------------------------- | ---------------------------------- |
| 2014                               | Vòng bảng                          | 3                                  | 0                                  | 0                                  | 3                                  | 6                                  | 20                                 | –14                                |
| 2018                               |                                    |                                    |                                    |                                    |                                    |                                    |                                    |                                    |
| Tổng cộng                          | 2/2                                | 6                                  | 1                                  | 0                                  | 5                                  | 17                                 | 33                                 | –16                                |

## Ban huấn luyện hiện tại
- Huấn luyện viên:  Mike Athab (2006-)